# Hoplitis tkalcuella
Hoplitis tkalcuella là một loài Hymenoptera trong họ Megachilidae. Loài này được Le Goff mô tả khoa học năm 2003.